# 祝福 (YOASOBIの曲)
「祝福」（しゅくふく）は、日本の音楽ユニット・YOASOBIの楽曲。2022年11月9日にCDシングルとしてリリースされた。

## 背景とリリース
YOASOBIのCDシングルとしては『怪物/優しい彗星』以来2枚目、約1年7ヶ月ぶりのリリースとなる。表題曲「祝福」は毎日放送・TBS系列『日5』枠のテレビアニメ『機動戦士ガンダム 水星の魔女』のSeason1オープニングテーマ・Season2最終話エンディングテーマと、2024年2月4日開催の「第72回別府大分毎日マラソン」大会テーマソングに使用された。
楽曲は同作品の脚本・シリーズ構成を手掛ける大河内一楼の小説『ゆりかごの星』を元に制作されている。
シングルは完全生産限定盤としてリリースされ、同作品に登場するYOASOBIコラボデザインオリジナルガンプラ、主人公機「ガンダム・エアリアル」のガンプラ用のコラボマーキングシール、原作小説『ゆりかごの星』の全編が付属し、表題曲と同曲の英語版「The Blessing」、アニメサイズ版、インストゥルメンタル版が収録される。
2022年10月1日に表題曲「祝福」が各種音楽配信サービスにて先行配信され、10月12日発表のオリコン週間デジタルシングルランキングでは1位を獲得した。

## ミュージックビデオ
楽曲のミュージックビデオは、先行配信翌日の10月2日20時に公開された。『水星の魔女』のオープニング映像とリンクした内容のコラボレーションMVとなっており、監督を依田伸隆が、アニメーションディレクターを久保雄太郎が担当した。

## テレビ披露
2022年11月7日にTBS系で放送された『CDTV ライブ! ライブ!』にて、神奈川県横浜市山下ふ頭内の『GUNDAM FACTORY YOKOHAMA』からテレビ初披露となるパフォーマンスを披露した。

## 収録内容
| 全作詞・作曲・編曲: Ayase。 |                         |           |            |                   |      |
| #                           | タイトル                | 作詞      | 作曲・編曲 |                   | 時間 |
| 1.                          | 「祝福」                | Ayase     | Ayase      |                   | 3:14 |
| 2.                          | 「The Blessing」        | Ayase     | Ayase      | 訳詞: Konnie Aoki | 3:14 |
| 3.                          | 「祝福 -Anime Edit-」   | Ayase     | Ayase      |                   | 1:30 |
| 4.                          | 「祝福 -Instrumental-」 | Ayase     | Ayase      |                   | 3:12 |
| 合計時間:                   | 合計時間:               | 合計時間: | 11:12      |                   |      |

## クレジット
祝福
Vocal: ikura
Guitar: Takeruru
Bass: やまもとひかる

## 『機動戦士ガンダム 水星の魔女』における演出
Season1・Season2最終話（第12話・第24話）のサブタイトルは表題曲「祝福」の歌詞の一部から取られた。このうちSeason1最終話（第12話）の本編では主人公に対し殺人を教唆する場面で表題曲「祝福」の器楽曲版が穏やかな曲調にアレンジされて用いられ、サブタイトルに引用されたフレーズ「逃げ出すよりも進むことを」が主人公を縛る呪いへと反転する演出がなされた。またSeason2最終話（第24話）のラストシーンでは、前話の次回予告では伏せられていたサブタイトルが明かされると同時に、表題曲「祝福」がエンディングテーマとしてサブタイトルとなった末尾のフレーズ「目一杯の祝福を君に」まで流されて同作品を締めくくる演出が用いられた。
Season1第7話にて、YOASOBI社に所属するメカニカルユニットのComposer Engineer"Ayase"、Vocalize Pilot"ikura"、Visual Mechanic"Kadowaki"が制作したという設定の教習用モビルスーツ「MSJ-121 デミトレーナー YOASOBIコラボ Ver.」が登場する。

## カバー
- Morfonica［倉田ましろ（進藤あまね）］ - ゲーム『バンドリ! ガールズバンドパーティ!』に収録（2023年9月8日追加[22]）。
- DOLLCHESTRA［村野さやか（野中ここな）、夕霧綴理（佐々木琴子）］ - ゲーム『Link!Like!ラブライブ!』に収録（2024年1月20日追加）。
- Lynn - 2024年2月28日発売の配信限定シングル『祝福 from CrosSing』に収録。カバーソングプロジェクト『CrosSing -Music & Voice-』(8th Season)の楽曲[23]。
- 米倉千尋 - カバーソングプロジェクト「CrosSing -Music & Voice-」(12th Season)にてカバー[24]。2025年5月21日に「祝福 - from CrosSing」として配信リリース。